# Green desert
Green desert is een studioalbum van Tangerine Dream dat verscheen in het voorjaar van 1986. Het album werd uitgegeven zonder enige verdere informatie, maar bij beluistering bleek al snel dat het album niet paste in de serie waarmee TD toen bezig was. Pas naderhand verscheen info over dit album.
Eind 1985 werd aandacht besteed aan de vroege periode van deze Duitse muziekgroep, met uitgaven van de eerste vier albums op compact disc. Uitgaven vonden plaats via Zomba Music Enterprises, waarschijnlijk van TD zelf, want ook andere albums uit 1986 vermeldden Zomba. Na Atem kwam TD vast te zitten met hun muziek, hoe nu verder. Het toenmalige derde lid Peter Baumann was even afwezig voor een trip naar India en Nepal en TD kreeg nieuwe synthesizerapparatuur binnen. Franke schrok zich een hoedje toen hij zag hoeveel knoppen het nieuwe apparaat had en vond samen met Froese tijd om enige muziek in augustus 1973 in Berlijn uit te voeren en op te nemen. Tijdens het onderzoek naar de eerste vier albums, vond Froese de tapes terug en begon ze te bewerken. Uiteindelijk kwamen de opnamen uit als Green desert. Wat direct duidelijk is dat de nieuwe apparatuur de muziek van TD in een andere richting stuurde; het album is duidelijk de voorloper van hun succesalbum Phaedra met regelmatig gebruik van sequencers. Wat tevens opvalt aan dit album is dat de geluidskwaliteit van Green desert veel beter is dan de eerste compact discpersing van Phaedra.

## Musici
- Christopher Franke, Edgar Froese – synthesizers, elektronica

## Muziek
| Nr. | Titel          | Duur  |
| --- | -------------- | ----- |
| 1.  | Green desert   | 19:31 |
| 2.  | White clouds   | 5:03  |
| 3.  | Astral voyager | 7:05  |
| 4.  | Indian summer  | 6:50  |

De hoeslink laat de hoes zien van de Amerikaanse persing uit 1986. In 1996 verscheen het opnieuw met toen een hoed ontworpen door Monika Froese, vrouw van...